# Coffee Springs
Coffee Springs ist eine Town im Geneva County, Alabama, USA.  Die Gesamtfläche des Ortes beträgt 2,1 km². 2020 hatte Coffee Springs 206 Einwohner.

## Demographie
Nach der Volkszählung aus dem Jahr 2000 hatte Coffee Springs 251 Einwohner, die sich auf 108 Haushalte und 74 Familien verteilten. Die Bevölkerungsdichte betrug somit 124,2 Einwohner/km². 93,23 % der Bevölkerung waren weiß, 3,98 % afroamerikanisch. In 17,6 % der Haushalte lebten Kinder unter 18 Jahren. Das Durchschnittseinkommen pro Haushalt betrug 26477 Dollar, wobei 17,1 % der Bevölkerung unterhalb der Armutsgrenze lebten.

## Bekannte Söhne und Töchter der Gemeinde
- Jim Bowdoin (1904–1969), American-Football-Spieler